# Palinurellus
Palinurellus là một chi tôm hùm lông thuộc họ Palinuridae.

## Các loài
- Palinurellus gundlachi von Martens, 1878
- Palinurellus wieneckii (de Man, 1881)